# Kup Bosne i Hercegovine 2021-2022
La Kup Bosne i Hercegovine 2021-2022 è stata la 28ª edizione della coppa nazionale, iniziata il 28 settembre 2021 e terminata il 19 maggio 2022. Il Sarajevo era la squadra campione in carica. Il Velež Mostar ha conquistato il trofeo per la prima volta nella sua storia.

## Formula
Alla competizione hanno partecipato 32 squadre:
- 12 squadre della Premijer Liga Bosne i Hercegovine,
- 12 squadre provenienti dalla Coppa della Federazione di Bosnia ed Erzegovina,
- 8 squadre provenienti dalla Coppa della Repubblica Serba.

Il torneo si svolge ad eliminazione diretta in gara unica per il primo turno e per i successivi, ad eccezione delle semifinali che si disputano in gara doppia.

## Sedicesimi di finale
Il sorteggio è stato effettuato il 20 settembre 2021.
| Squadra 1             | Risultato       | Squadra 2              |
| --------------------- | --------------- | ---------------------- |
| 28 settembre 2021     |                 |                        |
| Gradina Srebrenik     | 2 – 5           | Tuzla City             |
| Travnik               | 1 – 2           | Posušje                |
| 29 settembre 2021     |                 |                        |
| Čapljina              | 1 – 2           | Radnik Bijeljina       |
| Goražde               | 0 – 2           | Sloboda Tuzla          |
| Klis Buturović Polje  | 0 – 1           | Igman Konjic           |
| Ljubić Prnjavor       | 1 – 0           | GOŠK Gabela            |
| Modriča               | 1 – 4           | Sarajevo               |
| Sloboda Mrkonjić Grad | 0 – 1           | Široki Brijeg          |
| Omarska               | 1 – 1 (6-5 dtr) | Rudar Prijedor         |
| Rudar Han Bila        | 0 – 6           | Željezničar            |
| Stupcanica            | 1 – 3           | Borac Banja Luka       |
| Svatovac Poljice      | 1 – 2           | Zrinjski Mostar        |
| Sloga Uskoplje        | 1 – 0           | Željezničar Banja Luka |
| 6 ottobre 2021        |                 |                        |
| Krupa                 | 0 – 2           | Zvijezda Gradačac      |
| Sloboda Novi Grad     | 1 – 2           | Leotar                 |
| Zvijezda 09           | 0 – 3           | Velež Mostar           |

## Ottavi di finale
Il sorteggio è stato effettuato il 13 ottobre 2021.
| Squadra 1         | Risultato       | Squadra 2        |
| ----------------- | --------------- | ---------------- |
| 27 ottobre 2021   |                 |                  |
| Sloboda Tuzla     | 1 – 1 (3-2 dtr) | Zrinjski Mostar  |
| Zvijezda Gradačac | 1 – 1 (6-5 dtr) | Posušje          |
| Sloga Uskoplje    | 0 – 6           | Velež Mostar     |
| Leotar            | 1 – 2           | Borac Banja Luka |
| Omarska           | 0 – 1           | Igman Konjic     |
| Radnik Bijeljina  | 0 – 1           | Široki Brijeg    |
| Željezničar       | 2 – 4           | Tuzla City       |
| Sarajevo          | 1 – 0           | Ljubić Prnjavor  |

## Quarti di finale
Il sorteggio è stato effettuato il 16 febbraio 2022.
| Squadra 1                    | Totale          | Squadra 2        | Andata | Ritorno |
| ---------------------------- | --------------- | ---------------- | ------ | ------- |
| 2 marzo 2022 / 16 marzo 2022 |                 |                  |        |         |
| Zvijezda Gradačac            | 1 – 6           | Igman Konjic     | 0 – 3  | 1 – 3   |
| Tuzla City                   | 2 – 2 (4-3 dtr) | Borac Banja Luka | 0 – 1  | 2 – 1   |
| Sarajevo                     | 2 – 0           | Sloboda Tuzla    | 2 – 0  | 0 – 0   |
| Velež Mostar                 | 4 – 1           | Široki Brijeg    | 4 – 0  | 0 – 1   |

## Semifinali
Il sorteggio è stato effettuato il 29 marzo 2022.
| Squadra 1                      | Totale | Squadra 2    | Andata | Ritorno |
| ------------------------------ | ------ | ------------ | ------ | ------- |
| 6 aprile 2022 / 20 aprile 2022 |        |              |        |         |
| Velež Mostar                   | 5 – 0  | Tuzla City   | 4 – 0  | 1 – 0   |
| Sarajevo                       | 4 – 0  | Igman Konjic | 2 – 0  | 2 – 0   |

## Finale
| Arbitro: | Irfan Peljto (Sarajevo) |

|                                           |                      |                                    |
| Suljić Varešanović Sečerović Oremuš Bodul | Tiri di rigore 3 – 4 | Ovcina Haskić Zvonić Prses Brandao |